# كاني بيد (بشت أربابا)
کاني بید (بالفارسية: کانی بید) هي قرية تقع في إيران في قسم بشت أربابا الريفي. يقدر عدد سكانها بـ 65 نسمة بحسب إحصاء 2016.